# 朱贍焰
肅康王朱贍焰（1406年—1464年）（《弇山堂别集》作朱贍熖），明朝第二代肅王，莊王朱楧的庶第一子，也是唯一的儿子。明成祖年间，他没有按王庶子例被封为郡王，也没有被立为世子。永乐二十二年（1424年），明仁宗登基，才让他襲封肅王，为明史上第一个以郡王和世子以外的身份袭爵的藩王。仁宗把他的岁禄从五百石增加到一千石，但宣宗驳回了他奏请增禄的请求。宣德元年（1426年）十一月，东城兵马指挥陈瑄之女被册封为肃王妃。
他在位四十年。他的庶出独子朱祿埤受封洵化王，按郡王例岁禄二千石，比他多一倍。天順八年（1464年）朱贍焰去世，四年後（成化四年，1468年）朱祿埤嗣位。
长女华亭郡主，景泰元年（1450年）下嫁仪宾高嵩，景泰六年（1455年）去世。